# Jeckes – Die entfernten Verwandten
Jeckes – Die entfernten Verwandten (Alternativtitel: Jeckes – Deutsche Juden in Israel) ist ein deutscher Dokumentarfilm unter Regie von Jens Meurer und Carsten Hueck. Der Film wurde 1997 in Israel gedreht und hatte am 20. April 1997 im Filmmuseum des Münchner Stadtmuseums Premiere. 

## Handlung
Die entfernten Verwandten – das sind die deutschen Juden in Israel, auch Jeckes genannt. Sieben israelische Männer und Frauen, zwischen 1909 und 1928 in Deutschland geboren, berichten über ihre Biografien. Darunter finden sich beispielsweise eine erfolgreiche Mäzenin, ein früherer Bürgermeister von Jerusalem oder eine ehemalige Majorin im Suezkrieg 1973, die heute in einer radikalen Siedlergemeinde bei Hebron lebt. Die sieben Protagonisten mit ihren unterschiedlichen Lebenswegen geben einen Einblick und Rückblick in ein besonderes Kapitel der deutsch-israelischen Geschichte.

## Kritiken
„Über die Qualität von Dokumentarfilmen entscheidet nicht immer die formale Gestaltung, sondern auch, wer der Kamera gegenübersitzt. Jens Meurer und Carsten Hueck haben in ihrem Porträt über sieben deutsche Juden, die vor oder nach dem Holocaust nach Palästina flohen, bewusst auf spielerische Elemente verzichtet, weil sie den ‚Jeckes‘ allen Platz einräumen wollten. Ein Wagnis, das sich gelohnt hat. Ihre spannende, auf 35 mm gedrehte Spurensuche förderte ‚entfernte Verwandte‘ voller Humor und Ironie zutage, in deren Schicksal sich ein halbes Jahrhundert deutsch-israelischer Geschichte widerspiegelt.“

„Der Film entdeckt aufregende Lebenswege, fragt nach Erinnerungen an die unvergessene erste Heimat, an die Ankunft in Palästina, nach der Beziehung zur jüdischen Religion und der Politik des Staates Israel in Vergangenheit und Gegenwart. So entsteht ein Kaleidoskop von Reminiszenzen, Meinungen und Träumen, das überreichen Stoff zum Debattieren bietet. Die Interviewpartner sind äußerst lebendige Erzähler, deren mitunter schwarzhumorige Antworten den Film nicht nur zu einem lehrreichen, sondern auch zu einem unterhaltsamen Essay werden lassen.“

## Auszeichnungen
- Les Prix Planète Câble 1997 (Vue Sur les Docs, Marseille)